# آرنولد، ناتینگهام‌شر
آرنولد، ناتینگهام‌شر (به انگلیسی: Arnold, ناتینگهام‌شر) یک منطقهٔ مسکونی در بریتانیا است که در گدلینگ واقع شده‌است. آرنولد ۸٫۱۴۸ کیلومتر مربع مساحت و ۳۷٬۷۶۸ نفر جمعیت دارد.